# Eudora
Eudora é um cliente de correio electrónico, que suporta as plataformas Apple Macintosh e Microsoft Windows. Suporta também palmtops, incluindo o Newton OS e o Palm OS. Foi desenvolvido em 1988 por Steve Dornier que trabalhava no setor de computação da Universidade de Illinois. Em 1991 foi adquirido pela Qualcomm. Em 2006 a Qualcomm parou o desenvolvimento da versão comercial e patrocinou a criação de uma versão opensource baseada no Mozilla Thunderbird.